# ARL8A
La proteína 8A similar al factor de ribosilación de ADP es una proteína que en los humanos está codificada por el gen ARL8A.  

## Otras lecturas
- Hofmann I, Munro S (April 2006). «An N-terminally acetylated Arf-like GTPase is localised to lysosomes and affects their motility». Journal of Cell Science 119 (Pt 8): 1494-503. PMID 16537643. doi:10.1242/jcs.02958.
- Okai T, Araki Y, Tada M, Tateno T, Kontani K, Katada T (September 2004). «Novel small GTPase subfamily capable of associating with tubulin is required for chromosome segregation». Journal of Cell Science 117 (Pt 20): 4705-15. PMID 15331635. S2CID 24407165. doi:10.1242/jcs.01347.
- Secombe J, Parkhurst SM (April 2004). «Drosophila Topors is a RING finger-containing protein that functions as a ubiquitin-protein isopeptide ligase for the hairy basic helix-loop-helix repressor protein». The Journal of Biological Chemistry 279 (17): 17126-33. PMID 14871887. doi:10.1074/jbc.M310097200.

- Datos: Q18049841